# Josia fruhstorferi
Josia fruhstorferi är en fjärilsart som beskrevs av Louis Beethoven Prout 1918. Josia fruhstorferi ingår i släktet Josia och familjen tandspinnare. Inga underarter finns listade i Catalogue of Life.